# Tineke Schouten

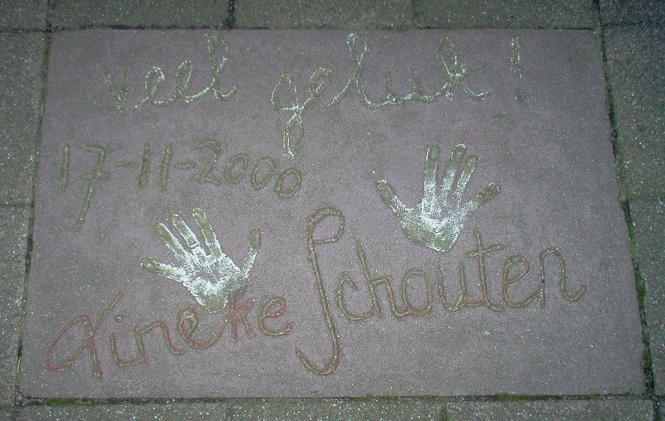
Schoutens handafdrukken in de Walk of Fame te Rotterdam

Catharina Agatha Maria (Tineke) Schouten (Utrecht, 12 juni 1954) is een Nederlands comédienne,  cabaretière en actrice. Ze heeft in haar theatervoorstellingen diverse typetjes neergezet als Lenie uit de Takkestraat en Bep Lachebek, hierdoor wordt ze de 'Koningin van de Typetjes' genoemd.

## Biografie
Schouten groeide op in Utrecht als dochter van een supermarkteigenaar. Op haar achtste kreeg zij een gitaar. Daarmee nam zij enkele maanden les bij Jan Leeman. Ze ging na de lagere Titus Brandsmaschool naar het Bonifatius Lyceum in Utrecht. Daar trad zij regelmatig op tijdens schoolfeestjes. Later ging zij op zangles bij Elly de Jong. Toen zij 14 jaar was, won ze haar eerste talentenjacht in Don Mercedes te Utrecht.
Op achttienjarige leeftijd werd ze aangenomen bij Hennie Oliemuller en diens Muzeval Cabaret in Utrecht. Ze kreeg bekendheid door haar rol als assistente van Herman Berkien, een andere Utrechtse cabaretier, met wie ze in de periode 1974 tot 1979 samenwerkte. Ze brak door met de single "Lenie uit de Takkestraat", die een top 10-hit werd. Schouten schreef ook mee aan de nummers in het programma MiniStars. In haar shows speelt ze typetjes, zingt ze liedjes en doet parodieën op artiesten en bekende persoonlijkheden. De lied(teksten), muziek en sketches schrijft ze zelf. Daarnaast heeft ze een eigen orkest onder leiding van Frank van Wanrooij, waarmee zij al jarenlang langs de Nederlandse theaters en schouwburgen toert. Schouten was ook te zien in de reclames van supermarktketen C1000.
In 2005 vierde Schouten haar 25-jarig jubileum en werd zij door de burgemeester van De Bilt geridderd tot Officier in de Orde van Oranje-Nassau. Op 21 januari 2014 ontving ze de Nederlandse Cabaret Oeuvreprijs. In 2016 bezocht zij als een typetje diverse bekende Nederlanders. Dat doet zij voor het SBS6-televisieprogramma Met de deur in huis. In 2017 werd ze beschermvrouw van vereniging Heart Beat uit Almere.
In 2019 was Schouten te zien in het RTL 4-programma The Masked Singer, waarin zij gemaskerd als Zeewezen de zangwedstrijd aanging.
In 2022 speelde Schouten de rol van de Geest van het verleden in de derde editie van het televisieprogramma Scrooge Live en was ze te zien in de bioscoopfilm Bon Bini Holland 3. In dat jaar werd ook de VSCD Oeuvreprijs aan haar toegekend. In 2023 deed ze mee met de Prime Video-serie LOL: Last One Laughing. Voor het in 2025 uitgezonden seizoen van Kloostergasten leefde Schouten enkele dagen samen met kloosterlingen, Karmelieten en Karmelietessen in Boxmeer.

## Privé
Schouten was getrouwd tot het overlijden van haar echtgenoot in 2023. Ze heeft twee dochters en is grootmoeder.

## Shows
- Tien met een gniffel (1980-1981)
- Op en top Tien (1981-1982)
- Tien in miniverpakking (1982)
- Pret voor tien (1982-1983)
- Wanwoemensjoo (1983)
- Steedsopnieuw (1983-1984)
- Tiepies Tien (1984-1986)
- Tien in Topvorm (1986-1988)
- Tien met een gniffel 2 (1988-1990)
- 10x Tien (1990-1992)
- Feest-lift (1992-1993)
- All You Need Is Lach (1993-1994)
- Lach Vegas (1996-1997)
- S-Miles Kado (1997-1998)
- Showiesjoo (1999-2001)
- Top Tien 1 (2001-2002)
- Top Tien 2 (2002-2004)
- Spiksplinternieuw (2004-2006)
- Posi-Tien (2007-2010)
- LOL Inclusive" (2010-2012)
- Moet niet gekker worden! (2012-2014)
- gewoon DOEN! (2014-2016)
- T-Splitsing (2016-2018)
- Highlights (2018-2020)
- Dubbel (2021-2023)
- De Stoute schoenen aan (2023-heden)

### Artiestenparades
De "artiestenparade" is een terugkerend gedeelte in de shows van Tineke Schouten. In dit onderdeel imiteert ze bekende personen.

## Discografie

### Bekende typetjes
- Lenie uit de Takkestraat
- Bep Lachebek
- Meneer Eddy
- Andrea Riool
- Toiletjuffrouw
- Oma Oortjes
- De Koffiejuffrouw
- De Belgische Paaldanseres
- Bianca van Gleuvendal

### Lp's
- Zondag in april (1974)
- Lachen en laten lachen (1978, met Herman Berkien)
- Er kan gelachen worden (1978, met Herman Berkien)
- Je blijft lachen (1978, met Herman Berkien)
- Tien met een gniffel (1981)
- Op en top Tien (1982)
- Wanwoemensjoo (1983)
- Tineke Schouten (1984)
- Steeds opnieuw (1984)
- Tiepies Tien (1986)
- Het beste van Tineke Schouten (1987)
- Tien in topvorm (1988)
- 16 liedjes uit de Tineke Schouten Shows (1989)

### Singles
- Lenie uit de Takkestraat / Ik woon toch zo beroerd (1982)
- Ka, geef de pot es an / Met z'n allen (1982)
- Zwiet zwiet honniebie / Ik zie ze vliegen (1983)
- Vakantie is nie alles / 't Papagaaielied (1984)
- Je hebt van die lui / Alaaf alaaf alaaf (1985)
- Suikerbietenrock / De overduidelijke luie leerling (1985)
- Da gebemoei / Doorkijkbloes (1987)
- Smoesies Arie / 't Tiroler jodellied (1988)
- Blits: Hello folks / Tep, doe net als wij (1989)
- Lenie uit de Takkestraat: Papa fuum uun piep / Ik kom (1991)

### Cd's
- Tien met een gniffel (1990)
- Het allerbeste van Tineke Schouten (1994)
- Goed getroffen (1995)
- Hoogtepunten uit Feestlift en All you need is lach (1996)
- Het beste van Tineke Schouten (1987)
- Tien in topvorm (1988)
- Hoogtepunten uit 15 jaar theater (1998)
- Lenie uit de Takkestraat (Hollands Glorie) (1998)
- 16 liedjes uit de Tineke Schouten Shows (1989)
- Het beste van Tineke Schouten (2002)
- Duetten (Hollands Glorie) (2004)
- Het beste van Top Tien 1 & 2 (2005)
- Hollands Goud Tineke Schouten (2006)

### Cd-singles
- Lenie uit de Takkestraat: Papa fuum uun piep / Ik kom (1991)
- Zis is mij lijf / Jomanda, straol me pilsie effe in (1994 )
- Lady Lachebek: de babbelende papegaai (1995)
- Andrea Riool: De Violenwals / Vakantietragedies (1995)
- De Piepsjoo ( Wie laf Jerrie Springer ) / Voor elke man (1995)
- Top Tien 2 "Ushi" incl. programmaboekje van de show (2002)
- Zomer in Vreeswijk (2003)
- De eerste schooldag (2009)

### Video
- Wanwoemensjoo (1983)

### Dvd's
- Top Tien 1 (2004)
- Top Tien 2 (2004)
- S-miles Kado (2005)
- Showiesjoo (2005)
- 25 jaar hoogtepunten uit theater en televisie (2005)
- Theatersuccessen Tineke Schouten (2006)
- Spiksplinternieuw (2007)
- Posi-Tien (2010)
- LOL-Inclusive (2012)
- Het Beste van Tineke Schouten (2013)
- Moet niet gekker worden! (2015)
- Gewoon DOEN! (2017)

| Dvd met hitnotering(en) in de Nederlandse DVD Music Top 30 | Datum van verschijnen | Datum van binnenkomst | Hoogste positie | Aantal weken | Opmerkingen |
| ---------------------------------------------------------- | --------------------- | --------------------- | --------------- | ------------ | ----------- |
| Top Tien - 1                                               | 2004                  | 04-09-2004            | 3               | 6            |             |

## Filmografie

### Film
- 2022: Bon Bini Holland 3, als receptioniste
- 2024: Rokjesnacht, als Adrienne

### Televisie
- 2008: Eén van de acht, als Eva Zandloper
- 2009: Sinterklaasjournaal, als vrouw met hondje
- 2010: De TV Kantine, als Rose
- 2015: Koefnoen Presenteert, als Bar de Lange
- 2022: Scrooge Live, als Geest van het verleden